# Карагайкуль (озеро, Учалинский район)
Карагайкуль (Карагайлы, Ворожеич) (баш. Ҡарағай күле, от ҡарағай и күл `озеро` с афф. -е.) — озеро в Башкортостане, в Учалинском районе. Памятник природы (с 1965 года).
Площадь зеркала — 80 га. Длина озера 1 км, ширина — 0,75 км. Средняя глубина — 4,5 м. В южной части есть остров с березовым лесом диаметром около 200 м. Озеро облюбовало множество птиц, которые гнездятся и скрываются на не посещаемом людьми острове, сильно заросших берегах и в укромных заводях. Озеро полностью питается атмосферными осадками и грунтовыми водами, бессточное. Берега холмистые. Вокруг озера в каменистых степях встречаются редкие виды растений: ковыль Залесского, пырей отогнутоостый, минуарция Крашенинникова, гвоздика иглолистная, володушка многожилковая, лапчатка шелковая и др.
В 2 км от озера расположены деревни Кажаево, Азнашево и село Вознесенка, со своим Свято-Вознесенским храмом. Рядом протекает река Уй.